# Kulturarvsstyrelsen
Kulturarvsstyrelsen var tidligere en styrelse under Kulturministeriet. Den blev oprettet 1. januar 2002 og havde ansvaret for den del af kulturarven, der omfatter: fortidsminder, fredede bygninger og samlingerne på de statslige og statsanerkendte museer. Fra 1. januar 2012 blev Kulturarvsstyrelsen lagt sammen med de to andre styrelser under Kulturministeriet, Kunststyrelsen og Biblioteksstyrelsen, til Kulturstyrelsen.

## Formål
Sammen med Statens Arkiver og Det Kongelige Bibliotek havde Kulturarvsstyrelsen hovedansvaret for kulturarven. Kulturarvsstyrelsen skulle varetage følgende opgaver:
- rådgive kulturministeren, Kulturministeriet og andre ministerier
- udarbejde lovforslag på kulturarvsområdet
- igangsætte overordnede initiativer for at realisere politiske mål på kulturarvsområdet
- varetage forvaltningsopgaver for Kulturministeriet som statens overordnede myndighed
- forvalte museumsloven
- forvalte bygningsfrednings- og bevaringsloven
- forvalte loven om regionale faglige kulturmiljøråd
- forvalte et centralt dokumentationscenter og skabe overblik over kulturarven
- koordinere og rådgive museerne.

## Organisation
Kulturarvsstyrelsen havde i 2006 ca. 85 ansatte, heriblandt arkæologer, etnologer, historikere, kunsthistorikere, arkitekter, restaureringsarkitekter, landmålere, jurister, økonomer, statskundskabskandidater m.fl.
Kulturarvsstyrelsens samlede årlige budget var på ca. 320 mio. kr.
Kulturarvsstyrelsen var administrativt delt op i fem kontorer:
- Bygninger har ansvaret for at frede bygninger og for restaureringer af fredede bygninger
- Dokumentation vedligeholder og udvikler servicetilbud inden for digital formidling. Tilbuddene retter sig både til borgere og fagfolk. Eksempler er de tre centrale kulturarvsregistre: Fund og Fortidsminder, Kunstindeks Danmark og Museernes Samlinger
- Fortidsminder har ansvaret for både de fredede og de skjulte fortidsminder, der er omfattet af museumsloven
- Museer skal koordinere og udvikle museerne til lokale videnscentre og varetage overordnede projekter. Kontorets første større overordnede projekt er "Industrisamfundets kulturarv"
- Sekretariatet betjener styrelsens ledelse og har ansvaret for personale og økonomi.

Kulturarvsstyrelsen blev rådgivet af en række faglige råd. De bestod af repræsentanter udpeget af de statsanerkendte museer, de statslige museer og universiteterne. Det Særlige Bygningssyn er udpeget af kulturministeren og rådgiver styrelsen om fredning og restaurering af bygninger.